# Ulica Pomorska w Łodzi

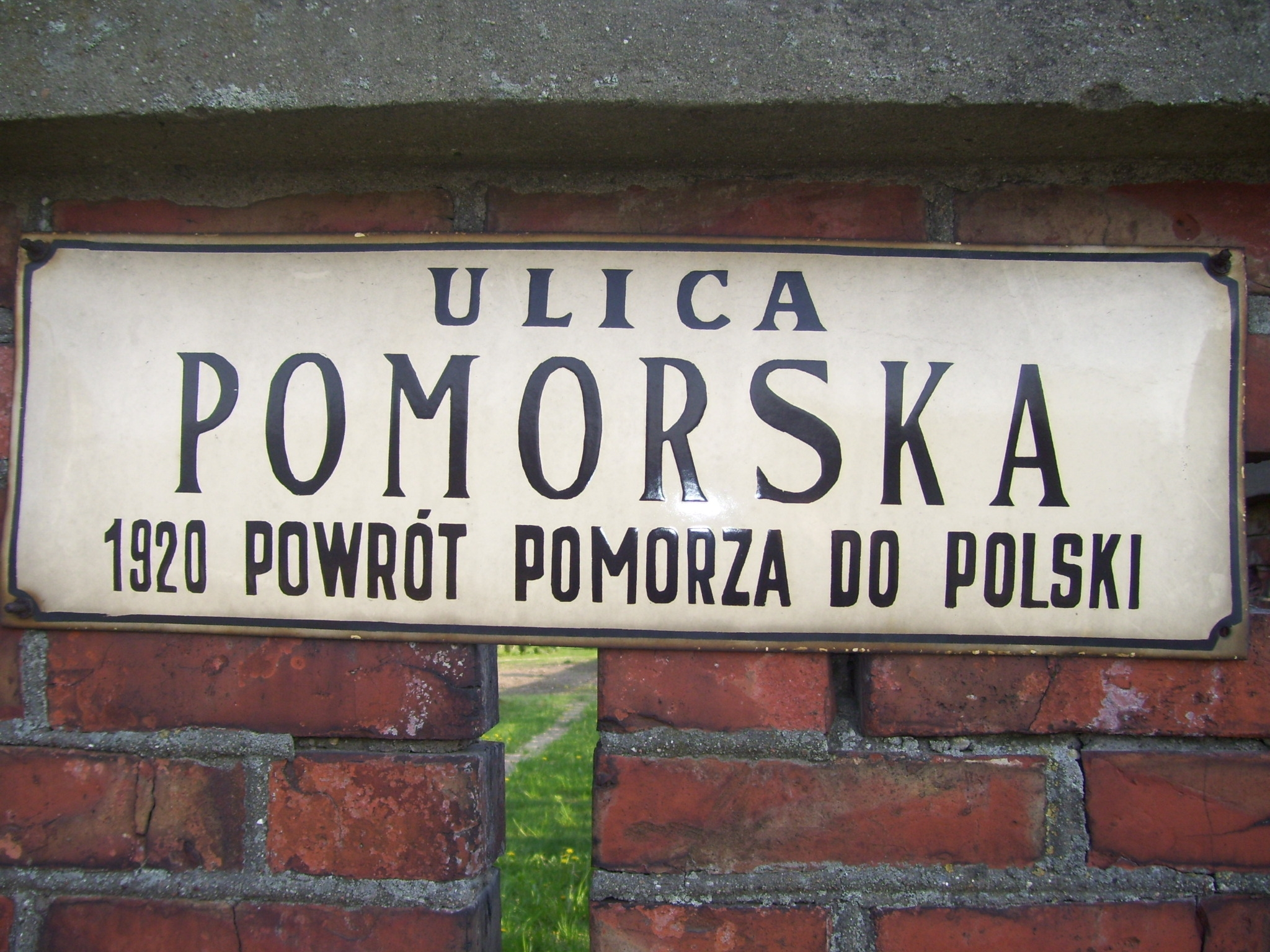

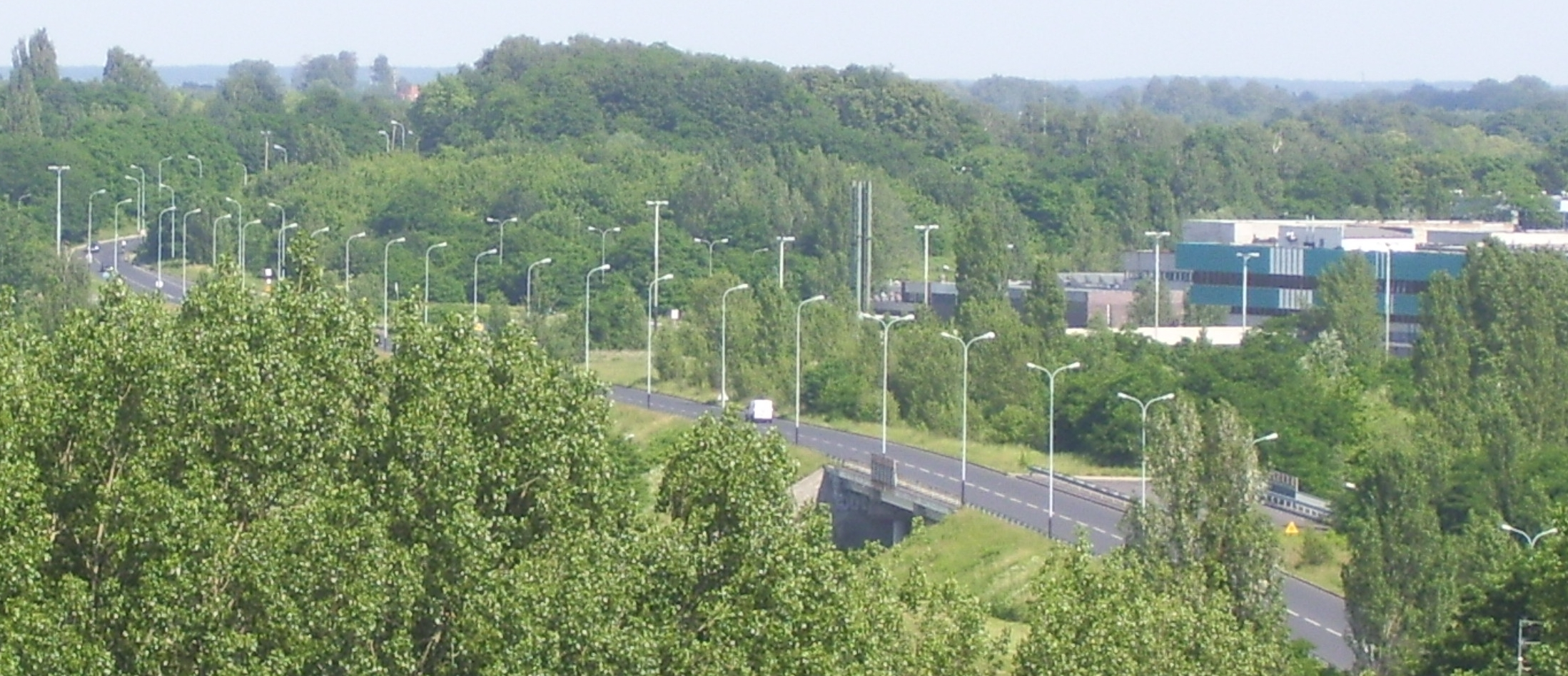
Panorama Pomorskiej od ul. Konstytucyjnej do Mazowieckiej (w tle Centrum Kliniczno-Dydaktyczne Uniwersytetu Medycznego)

Ulica Pomorska w Łodzi – najdłuższa ulica w Łodzi. Liczy 11 318 m długości. Ma 608 numerów i krzyżuje się z 40 ulicami.
Ulica powstała pomiędzy 1821 a 1823 rokiem wraz z regulacją (wyznaczeniem) osady Nowe Miasto, która została umiejscowiona na południe od Starego Miasta. Ulica rozpoczyna się na placu Wolności, a kończy na skrzyżowaniu w Nowosolnej. Obecną nazwę (nadaną 11 lutego 1920 r. na uroczystym posiedzeniu rady miejskiej) zawdzięcza zaślubinom Polski z morzem. W okresie PRL patronem ulicy był Marceli Nowotko, w czasie wojny nazywała się Friedrichstrasse, natomiast pierwotna nazwa ulicy to Średnia.

## Charakterystyka
Ulicę przecina Rondo Solidarności. Do 2006 roku mająca jedną z najgorszych nawierzchni na odcinku od Placu Wolności do ulicy Konstytucyjnej. Po remontach przeprowadzonych między ulicą Sterlinga a rondem Solidarności (2005) oraz między tymże rondem a ulicą Konstytucyjną (sierpień – październik 2006) o wiele poprawił się komfort jazdy, a także bezpieczeństwo. Wyremontowano całkowicie torowisko i częściowo przystanki MPK. Nie remontowano torowiska na rondzie Solidarności, które zmodernizowane zostało w 2017. Po ulicy Pomorskiej kursują tramwaje  oraz linie wyjazdowe i zjazdowe do Zajezdni Tramwajowej nr 1 przy ul. Telefonicznej.
Między kościołem św. Teresy a ulicą Lumumby, zaledwie po 7 miesiącach użytkowania nowej nawierzchni, w czerwcu 2007 rozpoczęto kolejny remont drogi (było to poprawienie stanu nawierzchni po nie do końca prawidłowo wykonanym remoncie) zakończony jeszcze przed końcem wakacji tego roku.
Odcinek od ulicy Konstytucyjnej do Mazowieckiej w latach 1986–1996 był zamknięty dla ruchu. Dokonano w tym czasie budowy wiaduktu nad przejazdem tramwajowym (obecnie linii 12, 15 i 18) oraz zmniejszono ostrość kąta skrzyżowania z ulicami Mazowiecką i Lawinową, gdzie znajduje się wiadukt nad linią kolejową nr 16 z Łodzi do Zgierza. Niegdyś wielokrotnie dochodziło do niebezpiecznych kolizji oraz nawet wypadków na tymże wiadukcie, co nasunęło pomysł budowy nowego, o wiele bezpieczniejszego. Ta inwestycja została także poparta przy okazji planów uczynienia z Pomorskiej trasy wylotowej z Łodzi w kierunku Brzezin, jako alternatywy dla ulicy Brzezińskiej. Jednak, z ciągłymi zmianami władz samorządowych, nie udało się tego zrealizować. Jako pamiątka pozostał wiadukt (mieszczący się w odległości ok. 150 metrów od starego), na który nie da się wjechać z żadnej strony.
W pobliżu skrzyżowania z ulicą Giewont, gdzie występuje, tworząc nieckę, obniżenie terenu z obu stron drogi, przy okazji każdych większych opadów, południowy pas ruchu przeobrażał się kiedyś w rwącą rzekę. Kierowcy samochodów, aby nie zalać wodą wnętrza swoich pojazdów, zmuszeni byli do zmiany pasa ruchu, co, przy dużym natężeniu w godzinach, szczytu stwarzało poważne niebezpieczeństwo. Po interwencji ekipy Zarządu Dróg i Transportu w Łodzi (na początku sierpnia 2007) grunt przylegający do drogi od strony południowej został zniwelowany tak, aby woda nie zalegała na jezdni, a wraz ze spadkiem terenu, w sposób naturalny mogła uchodzić do mającej nieopodal swoje źródła rzeki Jasień. Po południowej stronie ulicy, na wysokości Widzewa Wschodu są podmokłe łąki, na których żyje sporo dzikiego ptactwa.
Od ul. Edwarda do Mileszek trasa jest używana do legalizowania taksometrów.

## Ważniejsze obiekty przy Pomorskiej
- IV Liceum Ogólnokształcące im. Emilii Sczanieckiej (Pomorska 16)
- Planetarium i Obserwatorium Astronomiczne (Pomorska 16)
- Siedziba i synagoga Gminy Wyznaniowej Żydowskiej w Łodzi (Pomorska 18)
- Towarzystwo Kredytowe Miejskie w Łodzi (Pomorska 21)
- Wydział Nauk o Wychowaniu Uniwersytetu Łódzkiego (Pomorska 46/48)
- VIII Liceum Ogólnokształcące im. Adama Asnyka (Pomorska 105)
- Szkoła Podstawowa nr 79 im. Łódzkich Olimpijczyków (Pomorska 138)
- Wydział Fizyki i Informatyki Stosowanej Uniwersytetu Łódzkiego (Pomorska 149/153)
- Publiczne Liceum Ogólnokształcące Uniwersytetu Łódzkiego (Pomorska 161)
- Wydział Filologiczny Uniwersytetu Łódzkiego (Pomorska 171/173)
- Centrum Kliniczno-Dydaktyczne Uniwersytetu Medycznego (Pomorska 251)
- Szkoła Podstawowa w Łodzi-Mileszkach nr 203 (Pomorska 437)
- Kościół św. Doroty i św. Jana Chrzciciela w Łodzi-Mileszkach, najstarszy kościół na terenie miasta (Pomorska 445)
- Cmentarz św. Doroty w Mileszkach (Pomorska 445/447)